# Stephen Sauvestre
Charles Léon Stephen Sauvestre (Bonnétable, Sarthe, 26 de dezembro de 1847 – Paris, 18 de junho de 1919) foi um arquiteto francês. É notável por ter sido um dos arquitetos que participaram do projeto da Torre Eiffel, construída para a Exposição Universal de 1889 em Paris, França.

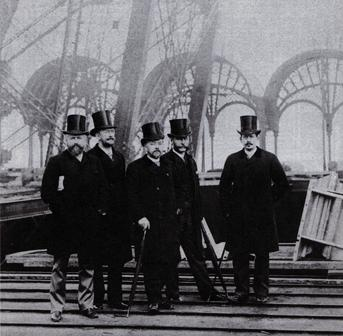
A equipe de projetistas da Torre Eiffel. Stephen Sauvestre está na esquerda, no centro Gustave Eiffel.

## Projetos notáveis
- 1878: Gas Pavilion, Exposição Universal de 1878, Paris
- 1879: National School of Chemistry Mulhouse, Kennedy Avenue, Mulhouse
- 1876: Hotel Seyrig em Paris
- 1881: House 61 Rue Ampere
- 1884: Maison d'Albert Menier[2]
- 1884: Hotel Beranger[3]
- 1887 - 1889: Torre Eiffel
- 1889: Galerie des machines
- 1900 - 1902: Chateaux[4][5]
- 1905 - 1908: Ancienne usine Menier[6]
- 1906: Menier Chocolate Factory[7]

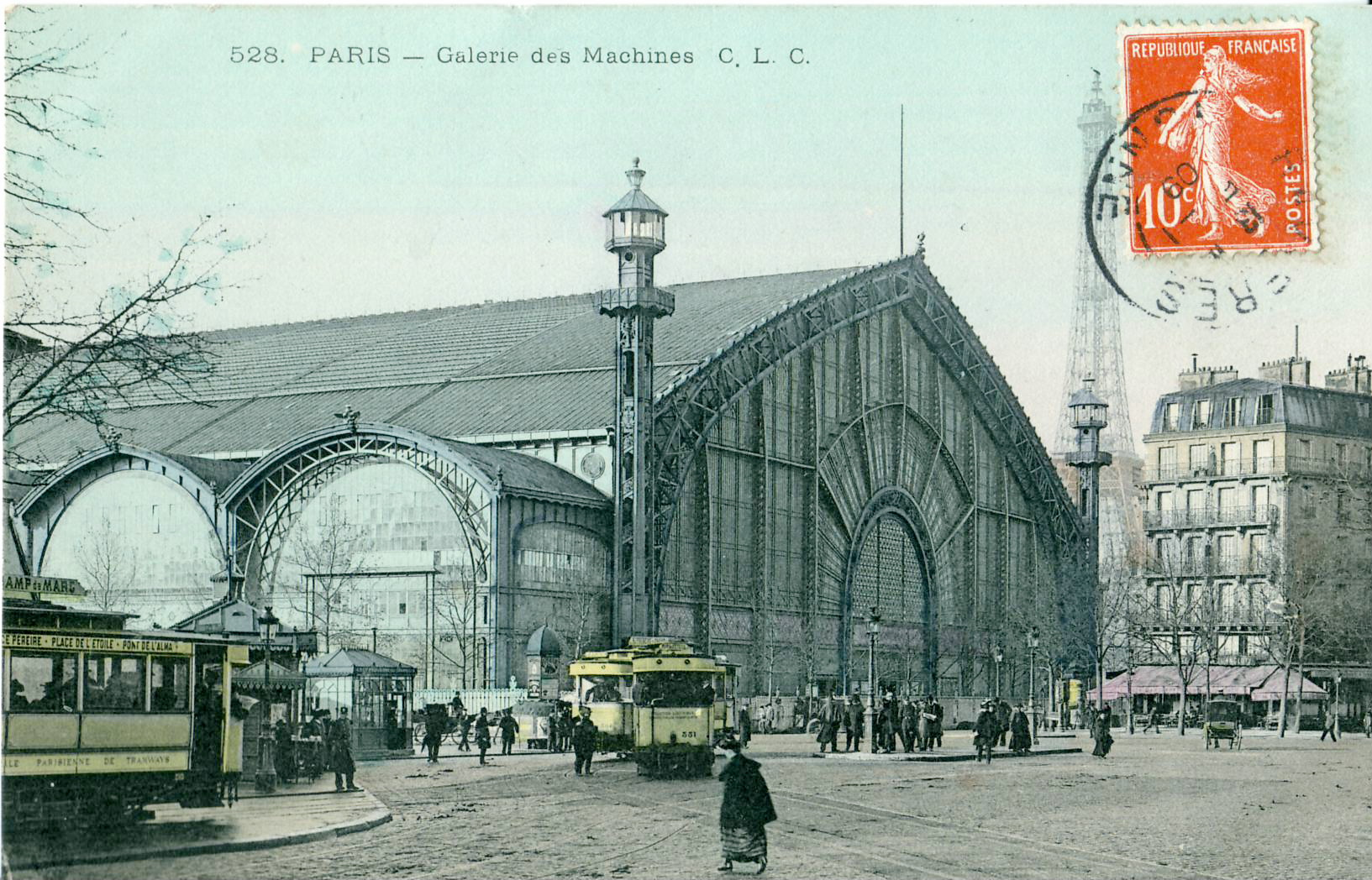
Galerie des Machines
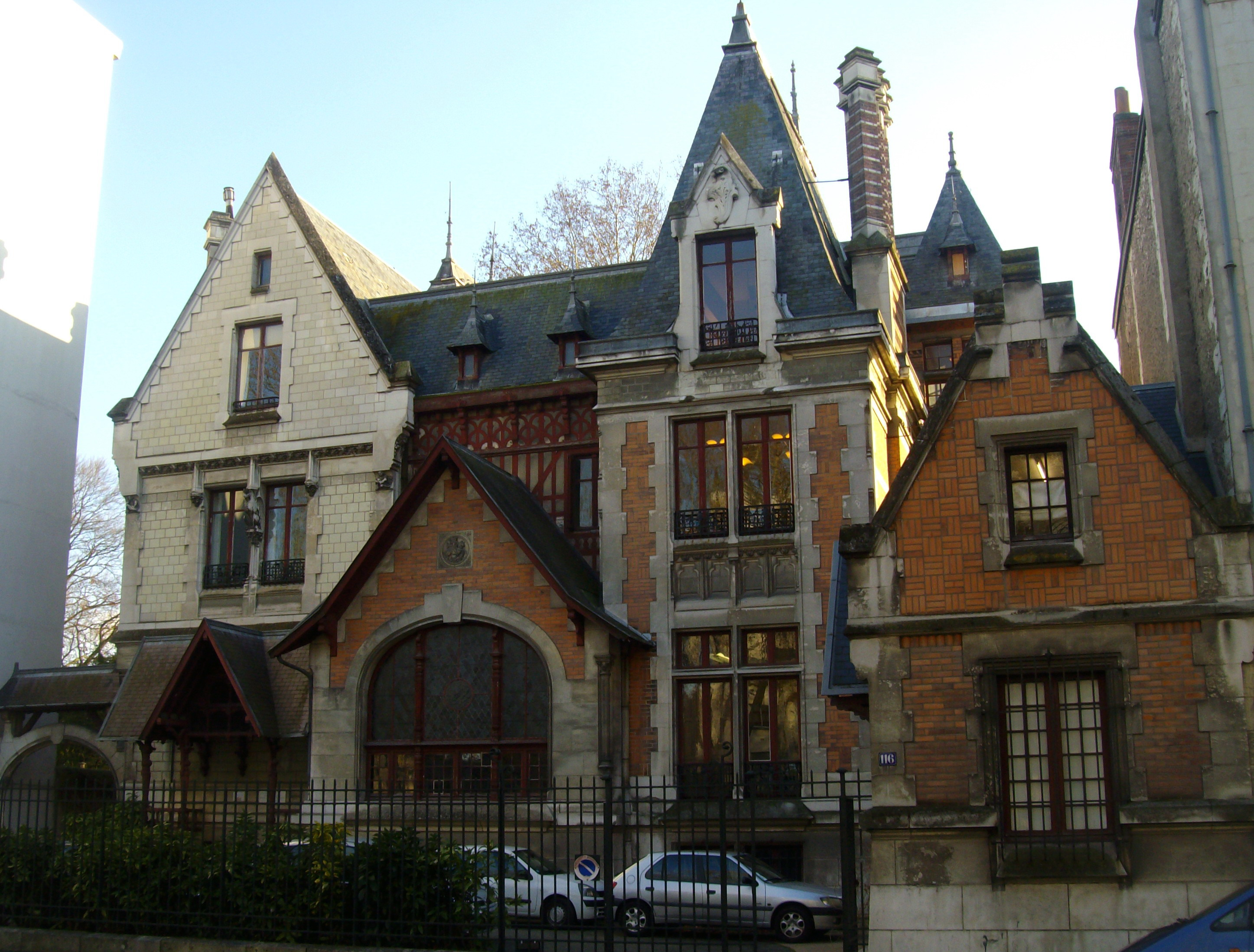
Hotel Beranger